# Zęby EP
Zęby EP – EP polskiego rapera Mlodyegoskiny’ego, wydana 26 lutego 2020 r. przez LTE Boys Global.

## Tło
10 stycznia 2020 r. pojawił się pierwszy i jedyny singel z EP „Zioło i Perfumy” we współpracy z amerykańskim raperem KirbLaGoop'em. EP ukazała się niespodziewanie 26 lutego.  9 lipca ukazał się kolejny album rapera; CHUDY, wraz z albumem weszła do sprzedaży wersja fizyczna Zęby EP. W lipcu Kityński otworzył swoją markę odzieżową eternalsorrow1511, pierwsze ubrania były wzorowane na grafikach z płyty Zęby EP.

## Lista utworów
Opracowano na podstawie materiału źródłowego.
1. „Gluty” – 1:47
2. „Towar” – 1:55
3. „Zęby” – 2:04
4. „20 Klatek” – 2:13
5. „Zioło i Perfumy” (gościnnie: KirbLaGoop) – 3:04